# Parque nacional de Børgefjell
El parque nacional de Børgefjell (en noruego: Børgefjell nasjonalpark) es un parque nacional de Noruega que protege un área protegida inaccesible y poco desarrollada del interior del país, en los límites entre los condados de Nord-Trøndelag y el condado de Nordland, en la frontera con Suecia. El parque es su mayor parte una reserva, con pocos senderos u otras instalaciones para los visitantes. Los visitantes pueden caminar por largos períodos sin ver a otra persona. Posee 1447 kilómetros cuadrados (559 millas cuadradas) y fue establecido originalmente en 1963, siendo ampliado en 1973 y 2003.